# Spirobolus fundipudens
Spirobolus fundipudens är en mångfotingart som beskrevs av Karsch 1881. Spirobolus fundipudens ingår i släktet Spirobolus och familjen Spirobolidae. Inga underarter finns listade i Catalogue of Life.